# AS Mutzig
Association Sportive de Mutzig je francouzský fotbalový klub, který hraje v regionální soutěži Excellence de Bas-Rhin v alsaském departmentu Bas-Rhin. Klub byl založen v roce 1930 jako FC Mutzig a své domácí utkání hraje na stadionu Stade Roger Leissner.

## Významní hráči
- Arsène Wenger